# Phèdre (Oper)
Phèdre ist eine Oper in drei Akten des französischen Komponisten Jean-Baptiste Lemoyne (1751–1796) nach der gleichnamigen Trägödie von Jean Racine (1639–1699). Die Anne-Louise de Domangeville (Madame des Sérilly, 1762–1799) gewidmete Tragédie lyrique greift inhaltlich den Stoff der Tragödie Der bekränzte Hippolytos des griechischen Dichters Euripides auf. Das Libretto (in französischer Sprache) stammt von François-Benoît Hoffman (1760–1828).

## Handlung

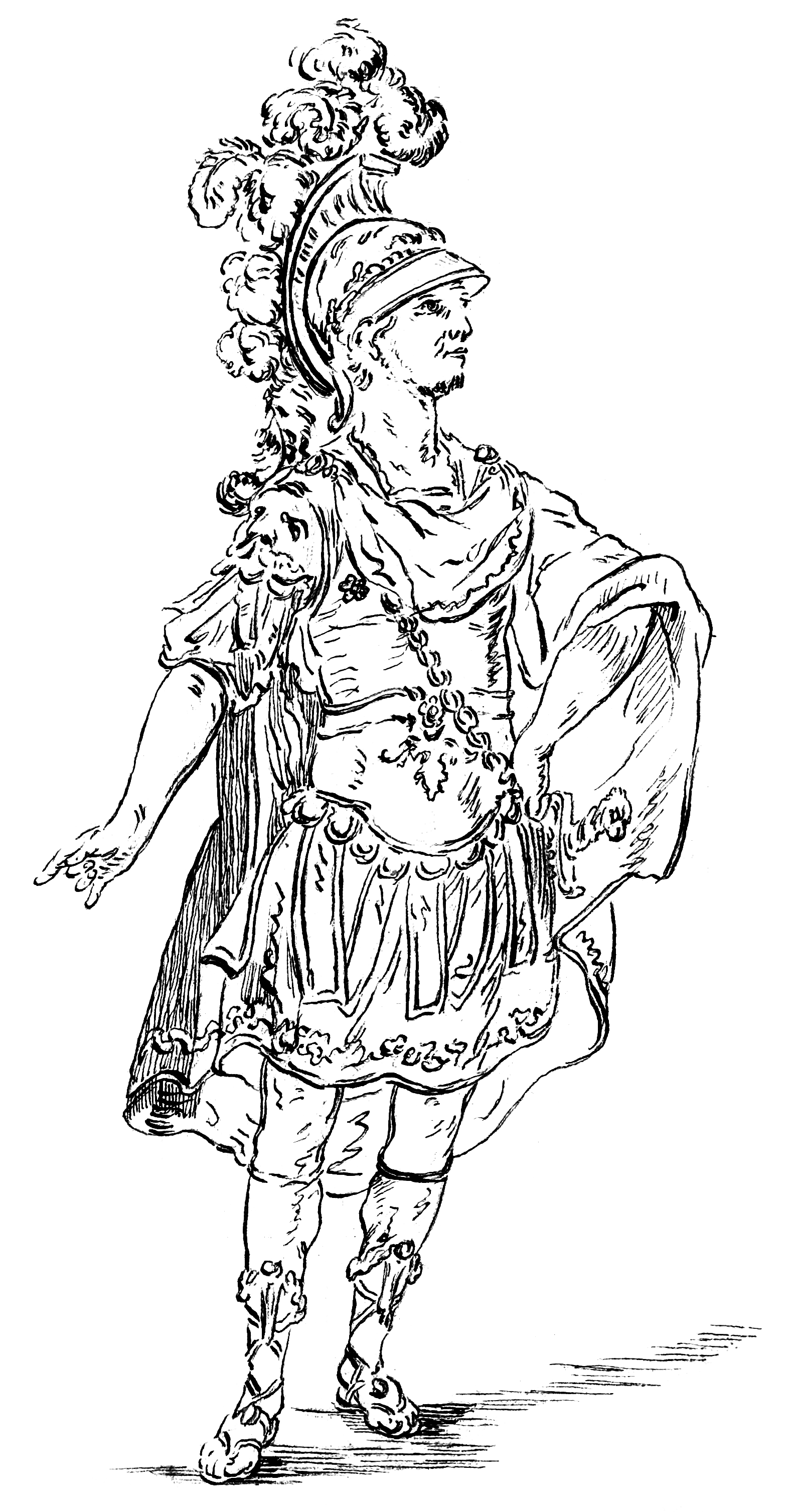
Kostüm des Thésée, 1786

Hippolite (Hippolytos), Sohn des Königs Thésée (Theseus), und seine Jagdfreunde rüsten sich zur Jagd und bitten die Göttin Diana um Glück. Königin Phèdre (Phaidra) bittet ihrerseits Venus um Beistand. Die Amme Œnone sucht nach dem Grund für den sorgenvollen Zustand von Phèdre. Sie erfährt, dass diese krankhaft in ihren Stiefsohn Hippolite verliebt ist und sich von dieser Leidenschaft nicht lösen kann. Da teilt ein Minister Phèdre mit, dass Thésée in die Unterwelt hinabgestiegen sei und nicht zurückkommen werde. Phèdre müsse nun die Regierungsgeschäfte bis zur Großjährigkeit des Sohns Acamas übernehmen. Œnone erkennt, dass Phèdre ihre Liebe zu Hippolite nicht mehr unterdrücken muss. Phèdre entschließt sich, Hippolite auch den Thron zu überlassen.
Phèdre bietet Hippolite den Thron an. Dieser, von der Trauer über seinen Vater beherrscht, ist entsetzt. Œnone teilt mit, dass Thésée wider alles Erwarten zurückgekehrt ist. Thésée wird vom Volk jubelnd empfangen. Thésée, der Phèdre vermisst, bittet Hippolite, ihn zu ihr zu begleiten. Hippolite bittet, Phèdre nicht sehen zu müssen und Troizen verlassen zu dürfen. Œnone behauptet, dass Hippolite Phèdre zu nahe getreten sei und diese sich vor Scham zurückgezogen habe. Thésée verweist darauf Hippolite des Landes und fordert von Neptun, ihn zu töten. Œnone berichtet Phèdre, wie es ihr gelungen sei, die Wut von Thésée auf Hippolite zu richten. Die verzweifelte Phèdre nimmt Gift. In einem schweren Unwetter bittet Thésée Neptun, Hippolite zu verschonen, doch der tote Hippolite wird herbeigetragen. Die vom Tod gezeichnete Phèdre offenbart Thésée die Wahrheit und stirbt.

## Werkgeschichte

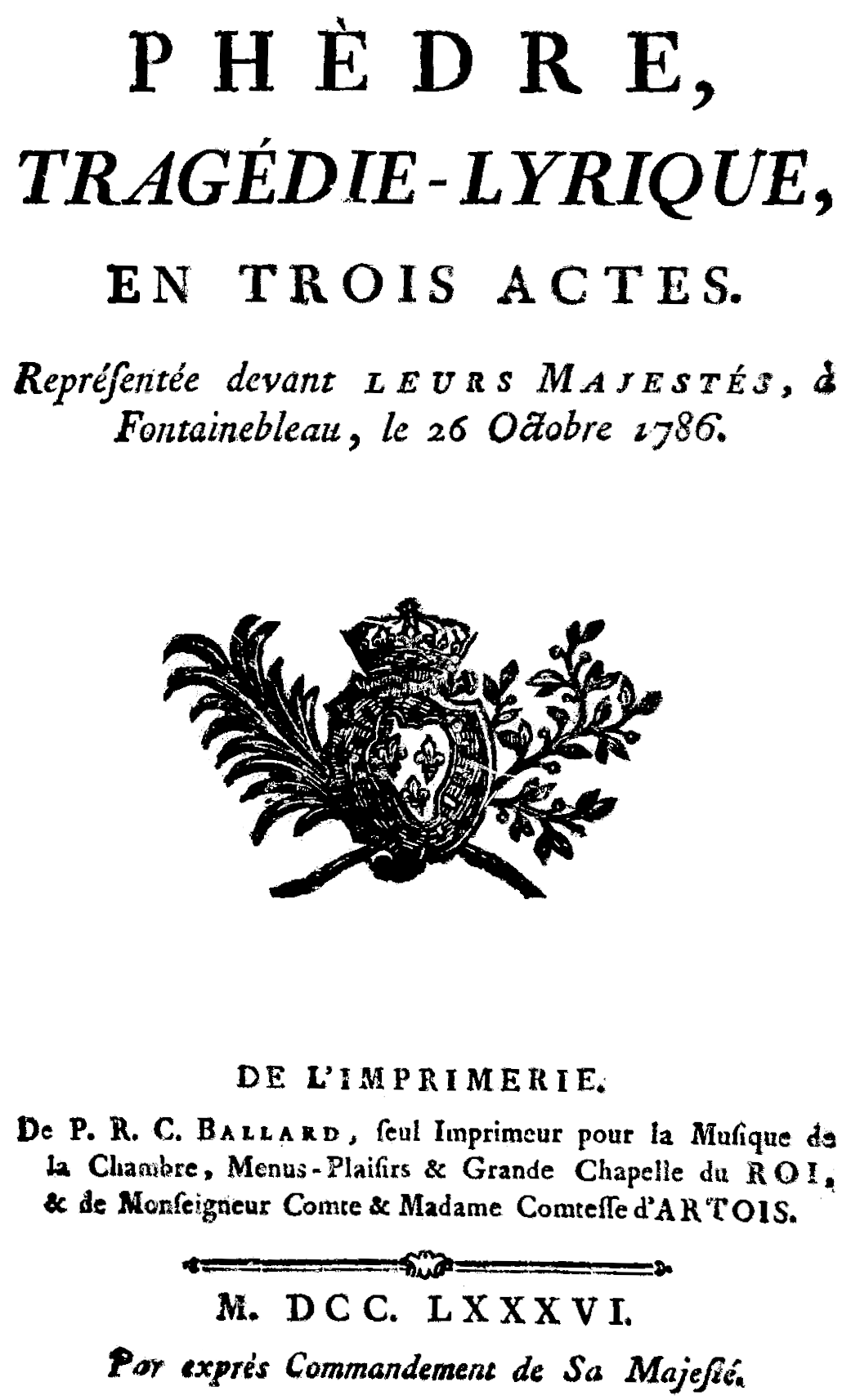
Titelblatt des Librettos, 1786

Die von Niccolò Piccinni beeinflusste Oper kam am 26. Oktober 1786 im Schloss Fontainebleau vor der französischen Hofgesellschaft zur Uraufführung. Die erste öffentliche Aufführung erfolgte am 21. November 1786 in der Académie Royale de Musique in Paris. In den nächsten sechs Jahren erfolgten über 60 weitere Aufführungen, Wiederaufnahmen 1795/96 und, allerdings mit geringem Erfolg, 1813. Die für über 200 Jahre in Vergessenheit geratene Oper wurde aufgrund einer Einspielung des Palazzetto Bru Zane – Centre de musique romantique française 2017 und einer Radiosendung in Radio France Musique wieder in Erinnerung gerufen. Am 25. Januar 2025 erfolgte die deutsche Erstaufführung (in französischer Sprache) im Badischen Staatstheater Karlsruhe unter der musikalischen Leitung von Attilio Cremonesi und der Regie von Christoph von Bernuth.
„In seiner Inszenierung … betont Christoph von Bernuth die Überblendung von antikem Stoff und gesellschaftlicher Gegenwart zur Entstehungszeit dieser Oper aus dem noch andauernden französischen Feudalzeitalter.“

## Aufnahmen
- Concert de la Loge Olympique, Julien Chauvin, Juni 2017 Produktion Bru Zane France, Koproduktion Théâtre de Caen / Centre de Musique Baroque de Versailles / Opéra de Reims in Zusammenarbeit mit C.I.C.T. – Théâtre des Bouffes du Nord
- Orfeo Orchestra Purcell Choir, György Vashegyi, Palazzetto Bru Zane (2020)[9]